# Inter-Allied Games
Inter-Allied Games avgjordes på Stade Pershing utanför Paris i Frankrike efter första världskriget. Arenan hade byggts utanför Bois de Vincennes av USA:s militär tillsammans med YMCA. Endast herrtävlingar omfattades, och deltagarna hade tjänstgjort i väpnade styrkor under kriget.

## Grenar
1. Baseboll
2. Basket
3. Boxning
4. Brottning
5. Friidrott
6. Rugby
7. Ridsport
8. Simning
9. Skarpskytte
10. Tennis

### Fotnoter
1. ↑  ”Inter-Allied Games” (på engelska). GBR Athletics. http://www.gbrathletics.com/ic/ialg.htm. Läst 22 februari 2017.